# Txema Montero
Txema Montero Zabala, także José María Montero Zabala (ur. 23 kwietnia 1954) – hiszpański polityk i adwokat narodowości baskijskiej, poseł do Parlamentu Europejskiego II i III kadencji.

## Życiorys
Absolwent prawa i socjologii na Universidad de Deusto. Na studiach poznał jednego z liderów baskijskich nacjonalistów, Mario Fernándeza Pelaza, i poświęcił się działalności politycznej. Praktykował w zawodzie adwokata, był przewodniczącym komisji ds. praw człowieka w palestrze regionu Bizkaia. Bronił członków ETA i występował jako pełnomocnik przed sądami w sprawie legalizacji Herri Batasuna.
Zaangażował się następnie w działalność tej partii. Po akcesji Hiszpanii do Wspólnot Europejskich w 1987 kandydował do Parlamentu Europejskiego jako lider listy Herri Batasuna. Uzyskał mandat posła do Europarlamentu II kadencji, utrzymał go po kolejnych wyborach w 1989. Pozostał posłem niezrzeszonym, pracował m.in. w Komisji ds. prawa i wolności obywatelskich. Z członkostwa w Europarlamencie zrezygnował 1 września 1990.
W 1992 został wykluczony z ugrupowania ze względu na różnice dotyczące działalności ETA. Współpracował następnie z Nacjonalistyczną Partia Basków, nie wstępując do partii. Pracował także jako analityk polityczny i szef Revista de Pensament i Història Hermes. Pozostał także skonfliktowany z partią po samorozwiązaniu ETA w 2007.